# Don Diablo (telenovela)
Pour le disc jokey, voir Don Diablo.
Don Diablo, est une telenovela chilienne diffusée en 2010 par Chilevisión.

## Distribution
- Felipe Armas - Luciano Fernández "Lucifer"
- Karol Lucero - Ángel Bonilla
- Carolina Mestrovic - Malena Malabrán
- Catalina Palacios - Blanca
- María Auxiliadora Domínguez - Morgana
- Rodrigo Avilés - Carlos Gutiérrez "Carlanga"
- Iván Cabrera - Bastián Quintanilla
- Yamna Lobos - Virginia Santa Cruz
- Rolando Valenzuela - Radomiro Escafandra
- Félix Soumastre - Alberto Herrera
- Faloon Larraguibel - Gina Plaza
- Jaime Artus - Felipe "Pipe" López
- Luna Albagli - Antonia Cañas
- Ramón Llao - Don Pedro
- Rennys Perero - Rodrigo Bizio
- Cristian Jara - Chago

### Participations spéciales
- Jeannette Moenne-Loccoz - Elizabeth "Eli" Bonilla
- Rodrigo Salinas
- Dania Pavéz - Étudiant de collège
- Jaime Campusano - Joaquín
- Paulina Hunt - Ernestina
- Eva Gómez - Candela Flores
- Leo Caprile - Chauffeur de taxi
- Ricardo Cantín - Barman
- Camilo Huerta - Otto
- Alexander Núñez - Étudiant de collège
- Paola Troncoso - Pancracia